# Épée (torpilleur)
Pour les articles homonymes, voir Épée.
L'Épée est l’un des douze torpilleurs de classe Hardi construits pour la Marine nationale française à la fin des années 1930. Le navire a été achevé pendant la bataille de France, au milieu de l’année 1940, et sa première mission a été d’escorter un cuirassé inachevé vers le Maroc français quelques jours seulement avant l'armistice du 22 juin 1940. Après l’attaque britannique sur Dakar en septembre 1940, il fut l’un des quatre torpilleurs à attaquer les navires britanniques, bien qu’il n’y ait eu qu’un duel peu concluant avec un destroyer. En novembre 1940, l'Épée a aidé à escorter vers la France l’un des cuirassés endommagés par les Britanniques lors de leur attaque de juillet sur Mers-el-Kébir, en Algérie française. Il est transféré au Maroc français en mai 1941 pour des escortes de convois qui durent jusqu’en octobre.
Après que les Alliés aient débarqué en Afrique du Nord française en novembre 1942, les Allemands ont occupé la zone libre contrôlée par le régime de Vichy et ils ont tenté de s’emparer de la flotte française. L'Épée a été l’un des navires sabordés pour empêcher leur capture. Il a été récupéré en 1943 par la Regia Marina (Marine royale italienne), mais a été coulé à nouveau par des bombardiers alliés. Le navire a été renfloué en 1945 et démoli par la suite.

## Conception
La classe Hardi a été conçue pour escorter les cuirassés rapides de la classe Dunkerque et pour contrer les grands destroyers des classes Navigatori italienne et Fubuki japonaise. Les navires avaient une longueur de 117,2 mètres, une largeur de 11,1 mètres et un tirant d'eau de 3,8 mètres. Les navires avaient un déplacement de 1800 tonnes en charge standard et 2577 tonnes à pleine charge. Ils étaient propulsés par deux turbines à vapeur à engrenages, chacune entraînant un arbre d'hélice, utilisant la vapeur fournie par quatre chaudières à circulation forcée Sural-Penhöet. Les turbines ont été conçues pour produire 58000 chevaux (42659 kW), correspondant à une vitesse maximale de 37 nœuds (69 km/h). Les navires transportaient 470 tonnes de mazout, ce qui leur donnait une autonomie de 3100 milles marins (5700 km) à 10 nœuds (19 km/h). L’équipage était composé de 10 officiers et de 177 hommes du rang.
L’armement principal des navires de la classe Hardi consistait en six canons de 130 mm modèle 1932 dans trois tourelles à deux canons, un à l’avant et les deux autres à l’arrière des superstructures. Leur armement antiaérien se composait d’un affût double pour les canons de 37 mm modèle 1925 et de deux mitrailleuses Hotchkiss de 13,2 mm modèle 1929 antiaériennes. Les navires transportaient un affût triple et deux affûts doubles de tubes lance-torpilles de 550 millimètres, tous au-dessus de la ligne de flottaison. Une rampe de lancement de grenades anti-sous-marines a été construite à l’arrière pour abriter huit grenades anti-sous-marines de 200 kilogrammes. L’autre côté de la poupe était destiné à être utilisé pour le matériel de manutention d’une torpille anti-sous-marine « Ginocchio », mais il a été retiré avant que le navire ne soit terminé.

## Modifications
À la fin de l’année 1941 et au début de l’année 1942, les deux mitrailleuses Hotchkiss ont été repositionnées sur le pont arrière et une paire d’affûts simples pour les canons antiaériens Hotchkiss de 25 mm a été installée à leur place devant le pont. De plus, une paire d’affûts simples pour les mitrailleuses AA Browning de 13,2 millimètres a été ajoutée sur les plates-formes sur les côtés de la tourelle arrière surélevée.

## Carrière
Commandé le 31 décembre 1935, l'Épée a été mis en chantier le 15 octobre 1936 par les Forges et chantiers de la Gironde à leur chantier naval de Bordeaux. Il a été lancé le 26 octobre 1938 et est entré en service le 14 juin 1940. Cinq jours plus tard, le navire, avec ses navires jumeaux le Hardi et le Mameluck, aida à escorter le cuirassé incomplet Jean Bart de Saint-Nazaire à Casablanca, au Maroc français, où ils arrivèrent trois jours plus tard. Le 28 juillet, l'Épée et le Hardi appareillent pour Dakar, en Afrique-Occidentale française. Le premier arriva à Casablanca le 10 septembre. Après l’attaque britannique sur Dakar en septembre, l'Épée et son navire-jumeau Fleuret, ainsi que les torpilleurs Fougueux et Frondeur, reçurent l’ordre d’attaquer en représailles les navires britanniques dans le détroit de Gibraltar. Ils ne rencontrèrent qu’un destroyer britannique non identifié et les canons de l'Épée ne fonctionnèrent pas correctement après avoir tiré seulement 14 coups. Les navires continuèrent leur route vers Oran, en Algérie française, et l'Épée retourna à Casablanca le 30 septembre. Au milieu de fortes tensions avec le Royaume-Uni, l'Épée et le contre-torpilleur Casque escortent le pétrolier Lot et les sous-marins L'Espoir, Monge, Pégase et Vengeur à travers le détroit de Gibraltar au cours d’un voyage du Lot et des sous-marins d’Oran à Casablanca entre le 16 et le 18 octobre 1940.
Les mois suivants, cinq des navires de la classe Hardi reçurent l’ordre de se rendre à Oran pour escorter jusqu’à Toulon le cuirassé Provence, qui avait été endommagé lors de l’attaque britannique de juillet sur Mers-el-Kébir, en Algérie. L'Épée y arriva le 5 novembre. Repartis le lendemain, ils arrivèrent à Toulon deux jours plus tard, moment où le navire fut placé en réserve. Le 29 mars 1941, l'Épée est rebaptisé L'Adroit pour commémorer le torpilleur du même nom qui a été coulé lors de la bataille de France en 1940. Le navire est transféré le 8 mai au Maroc pour des missions d’escorte de convois et il retourne à Toulon le 4 octobre. Le 10 novembre, la 1ère DT (division de torpilleurs), composée de L'Adroit, du Hardi et du Mamelouk, est affectée aux Forces de haute mer. Lorsque les Allemands tentèrent de capturer les navires français intacts à Toulon le 27 novembre 1942, L'Adroit fut sabordé par son équipage. Les Italiens le renflouent le 20 avril 1943 et le rebaptisent FR33, mais le navire est gravement endommagé lors des bombardements alliés du 24 novembre 1943 et du 4 février 1944. Il a été renfloué en septembre 1945 et démoli.